# NGC 6530

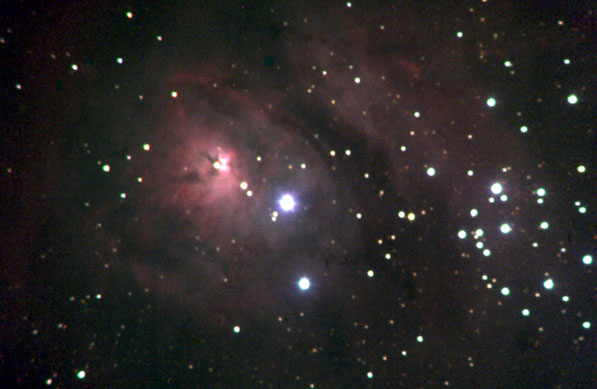
Roiul deschis NGC 6530

NGC 6530 este un roi deschis în constelația Săgetătorul, asociat cu Nebuloasa Lagună (M8). De magnitudine aparentă 4,6, se află la 5.200 de ani-lumină de Pământ.

## Descoperire
A fost descoperit de astronomul italian Giovanni Batista Hodierna înainte de 1654 și independent  de redescoperirea făcută de John Flamsteed în 1680.